# عبد الباقي صحرواي
عبد الباقي صحرواي كان أحد مؤسسي الجبهة الإسلامية للإنقاذ (FIS) في الجزائر.

## سيرة
ولد عام 1910 في قسنطينة بالجزائر. في عام 1926 انضم إلى دائرة الشيخ مبارك الميلي. بعد خمس سنوات، جنده الجيش الفرنسي، حيث أمضى فيه عامين. ثم انتقل إلى الجزائر حيث عمل في جمعية العلماء المسلمين الجزائريين. في عام 1990 ساعد في تأسيس الجبهة الإسلامية للإنقاذ. بعد اندلاع الحرب الأهلية الجزائرية، هرب إلى باريس التي دعا منها إلى الكفاح المسلح ضد الحكومة الجزائرية. إلا أنه عارض امتداد الجهاد إلى فرنسا، واغتيل بسبب ذلك في باريس، في 11 تموز / يوليو 1995، من قبل الجماعة الإسلامية المسلحة. وأعقبت وفاته سلسلة تفجيرات في فرنسا.